# Nördliche Alitschurkette

Nördliche Alitschurkette zentral im Pamir

Die Nördliche Alitschurkette (russisch Се́веро-Аличу́рский хребе́т, auch Basardarakette) ist ein Gebirgszug im zentralen Pamir in der tadschikischen autonomen Provinz Berg-Badachschan.
Der Gebirgszug hat eine Länge von ungefähr 130 km. Er bildet die östliche Fortsetzung der Ruschankette sowie die Wasserscheide zwischen den Flüssen Altischur im Süden und Murgab im Norden. Südlich des Sees liegt der See Jaschilkul, nördlich der Saressee. Im Kulin erreicht die Nördliche Alitschurkette eine maximale Höhe von 5929 m. Die Gletscherfläche umfasst 316 km². Klima und Vegetation entsprechen der einer kalten Hochlandwüste.